# Patrioti per l'Europa
Patrioti per l'Europa (in inglese Patriots for Europe) è un gruppo politico di destra ed estrema destra euroscettico e sovranista al Parlamento europeo, costituitosi come alleanza il 30 giugno 2024 e come gruppo l'8 luglio successivo a seguito delle elezioni europee del 2024, per volontà del premier ungherese Viktor Orbán di Fidesz assieme all'ex premier ceco Andrej Babiš e all'ex ministro dell'interno austriaco Herbert Kickl.

## Storia
Al termine della IX Legislatura, i parlamentari europei di Fidesz non appartenevano a nessun gruppo politico, avendo abbandonato il Partito Popolare Europeo e il Gruppo del Partito Popolare Europeo nel marzo 2021. I deputati europei dell'ANO 2011 facevano parte della fazione Renew Europe dal 2011, ma l'hanno lasciata dopo le elezioni europee del 2024 a causa di disaccordi programmatici. Il Partito della Libertà Austriaco apparteneva al gruppo di Identità e Democrazia nel IX Legislatura.
Il 1º luglio 2024, il partito portoghese Chega è diventato il quarto membro dei Patriots for Europe, con due deputati. Nello stesso giorno il KDNP, che conta un deputato, ha annunciato l'intenzione di aderire all'alleanza dopo l'uscita dal PPE.
Il 5 luglio 2024, anche il partito spagnolo Vox ha aderito, lasciando l'ECR. Nello stesso giorno, il Partito per la Libertà olandese, precedentemente parte di ID, ha annunciato la sua adesione.
Il 6 luglio 2024, il Partito Popolare Danese e il Vlaams Belang, anche loro parte parte del gruppo ID, hanno annunciato la loro adesione, fornendo al gruppo il minimo di sette Stati membri richiesti per la formazione ufficiale del gruppo parlamentare.
L’8 luglio 2024, la Lega per Salvini Premier e i 30 eletti del Rassemblement National annunciano la loro adesione.
Lo stesso giorno il gruppo si costituisce formalmente, con l'adesione anche dei greci di Voce della Ragione, di Prima la Lettonia e dei cechi di Přísaha a Motoristé: il presidente di RN Jordan Bardella è eletto presidente del gruppo, mentre l'esponente di Fidesz Kinga Gál diviene primo vicepresidente.
In seguito all'adesione di ID al gruppo dei Patrioti, il partito europeo cambia nome in Patriots.eu, approvando un nuovo manifesto politico. Il 26 settembre vi aderiscono Fidesz, Vox, ANO 2011 e Voce della Ragione.
Il 1º ottobre aderisce al gruppo il partito polacco Movimento Nazionale.
L'8 febbraio del 2025 si tiene un raduno dei Patrioti per l'Europa a Madrid, dal titolo Make Europe Great Again (riprendendo uno slogan coniato poco prima da Elon Musk).

## Manifesto e ideologia
I rappresentanti dei tre partiti fondatori hanno firmato "A Patriotic Manifesto for a European Future". Secondo il manifesto, l'unica politica europea valida è quella la cui legittimità è radicata nell'esistenza delle nazioni europee e che preserva e celebra l'identità europea, le tradizioni e i costumi, continuando la loro eredità greco-romana e giudeo-cristiana. Questo stabilisce l'ideologia dell'alleanza, che include una maggiore sovranità per gli Stati membri dell'UE, misure più forti contro l'immigrazione illegale e una revisione del Green Deal europeo.

## Membri
| Stato          | Partito Nazionale                                                         | Partito europeo | Partito europeo | Europarlamentari |
| -------------- | ------------------------------------------------------------------------- | --------------- | --------------- | ---------------- |
| Austria        | Partito della Libertà Austriaco Freiheitliche Partei Österreichs (FPO)    |                 | Patriots.eu     | 6 / 19           |
| Belgio         | Vlaams Belang Vlaams Belang (VB)                                          |                 | Patriots.eu     | 3 / 13           |
| Danimarca      | Partito Popolare Danese Dansk Folkeparti (DF)                             |                 | Patriots.eu     | 1 / 14           |
| Francia        | Rassemblement National Rassemblement National (RN)                        |                 | Patriots.eu     | 30 / 81          |
| Grecia         | Voce della Ragione Foní Logikís (FL)                                      |                 | Patriots.eu     | 1 / 21           |
| Ungheria       | Fidesz Fidesz – Magyar Polgári Szövetség                                  |                 | Patriots.eu     | 10 / 21          |
| Ungheria       | Partito Popolare Cristiano Democratico Kereszténydemokrata Néppárt (KDNP) |                 | Nessuno         | 1 / 21           |
| Italia         | Lega per Salvini Premier Lega per Salvini Premier (Lega)                  |                 | Patriots.eu     | 8 / 76           |
| Lettonia       | Prima la Lettonia Latvija pirmajā vietā (LPV)                             |                 | Patriots.eu     | 1 / 9            |
| Paesi Bassi    | Partito per la Libertà Partij voor de Vrijheid (PVV)                      |                 | Patriots.eu     | 6 / 31           |
| Polonia        | Movimento Nazionale Ruch Narodowy (RN)                                    |                 | Patriots.eu     | 2 / 53           |
| Portogallo     | Chega!                                                                    |                 | Patriots.eu     | 2 / 21           |
| Rep. Ceca      | ANO 2011 ANO                                                              |                 | Patriots.eu     | 7 / 21           |
| Rep. Ceca      | Motoristé sobě Motoristé sobě (AUTO)                                      |                 | Patriots.eu     | 1 / 21           |
| Rep. Ceca      | Přísaha                                                                   |                 | Patriots.eu     | 1 / 21           |
| Spagna         | Vox                                                                       |                 | Patriots.eu     | 6 / 61           |
| Unione europea | Totale                                                                    | Totale          | Totale          | 86 / 720         |

## Presidenti
| Presidente | Presidente      | Periodo                   | Stato membro | Partito                |
| ---------- | --------------- | ------------------------- | ------------ | ---------------------- |
|            | Jordan Bardella | 8 luglio 2024 – in carica | Francia      | Rassemblement National |